# Гийом I де Краон
Гийом I де Краон (Guillaume Ier de Craon) (р. ок. 1322, ум. 8 июня 1387) — виконт Шатодена, сеньор де Ла Ферте-Бернар и де Марсильяк. Камергер королей Филиппа VI и Иоанна II.
Второй сын Амори III, барона де Краон, сеньора де Сабле, и его второй жены Беатрис де Руси де Пьерпон, дамы де Ла Сюз.
После смерти своей бабки Жанны де Дрё (1325) (дочери Роберта IV де Дрё) приобрёл права на 1/6 часть баронии Шато-дю-Луар. В 1337 году граф Пьер I де Дрё продал её королю за 31 тысячу ливров, и Гийом I де Краон получил свою часть этих денег. Их (вкупе с приданым супруги) он использовал для территориальных приобретений (о них ниже).
В 1340 году женился на Маргарите де Дампьер-Фландр-Термонд, дочери Жана де Термонда, сеньора де Кревкёра. В том же году купил виконтство Шатоден у тётки своей жены — Марии, вдовствующей графини Оверни и Булони. Сумма сделки для супругов была небольшой, так как у них были определённые права на Шатоден. В 1346 году они по разделу наследства Жана де Термонда получили сеньорию Ла Ферте-Бернар.
Гийом I де Краон был камергером королей Филиппа VI и Иоанна II.
Дети:
- Гийом II де Краон (1342/45-1410), в 1395 г. продал виконтство Шатоден герцогу Людовику Орлеанскому.
- Амори
- Пьер (ум. 1409), сеньор де Брюнетель и де Ла Ферте-Бернар. В 1392 году его владения были конфискованы королём за покушение на Оливье де Клиссона (см. Бал объятых пламенем).
- Жан I (ум. 1409), сеньор де Доммар и де Бернавилль
- Ги, сеньор де Сент-Жюллит, камергер короля Карла VI
- Беатрикс (ум. ок 1392), жена Рено VI де Молеврие
- Жанна, жена Пьера II де Турнемина
- Мария (ум. 1401), жена Эрве де Мони, сеньора де Мони и де Ториньи.